# Max Vandermaesbrugge
Max Vandermaesbrugge est un musicien belge, pianiste, compositeur, pédagogue et critique musical, né à Couillet le 14 juin 1933 et décédé à Knokke-Heist le 12 avril 2020.

## Formation
Après avoir achevé ses Humanités gréco-latines, Max Vandermaesbrugge bénéficie en privé de l'enseignement de Raymond Moulaert.
Il entre au Conservatoire Royal de Bruxelles où il fait de brillantes études couronnées par de nombreuses récompenses. Il y est l'élève de Charles Scharrès (piano), André Souris (harmonie), Jacques Stehman (harmonie pratique), Jean Louël (contrepoint) et Jean Absil (fugue). Ensuite, il se perfectionne en piano avec Jenny Solheid et en composition avec Fernand Quinet.
Au cours des années 1950-1960, Max Vandermaesbrugge fréquente les cours d'été de l'Internationale Ferienkurse für Neue Musik à Darmstadt (RFA) où il reçoit les conseils d'Olivier Messiaen, et de l'Accademia musicale Chigiana Siena où il travaille la composition auprès de Virgilio Mortati.
Au plan pédagogique, Max Vandermasbrugge est également récipiendaire des trois degrés de Capacité du Jury spécial de l'Etat pour l'enseignement de l'éducation musicale.
Enfin, il est diplômé de l'Institut pour Journalistes de Belgique.

## Carrière pédagogique
Max Vandermaesbrugge entame sa carrière pédagogique en 1955, enseignant le solfège et le piano dans diverses académies de musique de la région bruxelloise (Anderlecht, Saint-Josse-ten-Noode, Forest, Etterbeek). En 1963, il succède à son maître Jean Absil comme directeur de l'Académie d'Etterbeek, fonction qu'il conserve jusqu'en 1971.
En 1971, il devient professeur de solfège, puis d'harmonie au Conservatoire Royal de Bruxelles.
En 1973, il devient inspecteur de l'enseignement artistique (instrument, chant, danse, art dramatique et art lyrique, diction et déclamation), charge qu'il exercera durant 27 ans et dans laquelle il succède à René Defossez.
Outre la composition de nombreuses épreuves pour examens d'aptitude, il compose des ouvrages à caractère didactique. Ainsi, son Solfège Systématique (1960), utilisé dans les académies et Conservatoires royaux de Belgique.
Outre les jurys Conservatoires Royaux et d'Examens d'Aptitudes des Académies où sa qualité d'inspecteur l'invite à siéger, Max Vandermasbrugge est régulièrement invité comme membre du jury dans d'autres manifestations. Ainsi le Concours du Crédit Communal (réservé aux élèves ayant terminé leurs études en académie de musique); le Concours Bösendorfer et le Concours International Léopold Bellan (Paris); le Torneo internazionale di musica (Rome).
Très actif — tant comme inspecteur que journaliste pour la promotion de la musique belge –, Max Vandermaesbrugge est président de l'Union des Compositeurs Belges (1981-1985), membre des Jeunesses Musicales de Bruxelles, vice-président de la section belge de l'Association Live Music Now de Yehudi Menuhin, membre fondateur de l'Association de l'Enseignement Musical Subventionné (AEMS).

## Journaliste
En 1954, Max Vandermaesbrugge est engagé par le périodique belge La dernière heure en qualité de critique musical (au début de sa carrière, il seconde le journaliste Pierre Moulaert).
Parallalèlement, Max Vandermaesbrugge publie des articles pour diverses revues, en particulier en Italie pour le Symposium di Verona.

## Collaboration artistisque
Avec son épouse, Antonyne Lecocq, artiste polyvalente (récitante, artiste dramatique, metteur en scène, poétesse, pianiste, critique musical, pédagogue), il fonde, en 1989, le Duo Antonymax, à l'origine du Tanz-Oper-Theater Antonymax. Cette compagnie a été fondée en 2001. La 1re représentation s'est déroulée à Paris.

## Œuvres principales

### Orchestre
- La pure légende de Lohengrin (1968)
- Divertimento pour flûte et orchestre à cordes (1969)
- Hiver, poème symhonique (1970)
- Sinfonia per archi (1972)

### Musique de chambre
- Caprice pour violon et piano (1961)
- Introduction et Allegro pour violon et piano (1962)
- Duo pour flûte et alto (1962)
- "En Petits Caractères" pour deux trompettes et piano (1962)
- Quatuor de clarinettes (1965)
- Le Capricieux pour violon et alto (1968)
- Quatre instantanés pour flûte et guitare (1972)
- Saxofolies pour septuor de saxophones (1974
- Intrada e Scherzando pour trompette et piano (1978)
- Hard Vision pour violon et piano (1992)
- Axion Drums pour percussion et piano (1999)
- Rocade pour clarinette et piano (2008)
- Bellavista pour violon et piano (2008)

### Piano
- Étude – Son et Rythme (1965)
- Burlesque (1961)
- Le Cirque (1970)
- Caractères (1975)
- Variations sur un Thème du Kazakhstan (1975)
- Passacaglia (1976)
- Stratos (1998)
- Promenade (2004)

### Autres instruments
- Tema e variazioni pour carillon (1967)
- Sonate pour guitare (1963)
- Introduction et Danse pour clarinette seule (1972)
- Evocation pour guitare (1972)
- "Errance"  pour guitare (1984)
- Tema e Variazioni per contrabbasso solo (1991)
- Preludio e Toccata pour accordéon (1991)
- Rythmics pour percussion (1996)
- Interludes musicaux pour poèmes animaliers (1998)
- Pastorale pour cornemuse (2006)
- Vibrarimba, trio de percussions (2010)

### Voix
- Quatre fables de Florian pour 3 solistes ou chœur à 3 voix et piano (1961)
- Cinq chansons de Pancruche pour baryton et guitare (1964)
- Quatre Pasquinades pour voix aiguë et piano (poèmes de Weyenberg) (1965)
- Jumièges pour mezzo-soprano pour orchestre ou piano (poème d'A. Lepage) (1966)
- Feu vert pour soprano et piano (poème d'A. Lepage) (1966)
- La Calle es de Todos pour voix moyenne et piano (1978)
- Triptyque funèbre pour voix moyenne et piano sur des poèmes d'Antonyne Lecocq Vandermaesbrugge. (Solitude amère-Souffrance-La Mort) (1989)
- Vision pour voix aiguë ou moyenne sur un poème d'Antonyne Lecocq Vandermaesbrugge (1991)
- "No", mélodie dramatique pour mezzo et piano sur un poème de Miriam de Michele (2012)

### Pédagogie
- Solfège systématique (1960)

## Décoration
- Chevalier de l'ordre de la Couronne

## Prix et distinctions
- Médaille de Premier Prix de Composition du Concours Reine Élisabeth (avec Etude - Son et Rythme, pièce imposée en demi-finale du Concours Reine Élisabeth 1968[3].
- Prix des Jeunesses Musicales de Belgique.
- Prix de l'École Royale de Carillon de Malines.
- Prix de la S.A.B.A.M.
- Diplôme de Médaille de Vermeil aux Hommes de valeur (décerné par l'Association Royale des artistes professionnels).
- Prix de la Commission du Patrimoine (en qualité de professeur au Conservatoire Royal de Bruxelles).
- Médaille d'honneur de la Fondation Ysaÿe (en tant que critique musical).
- Trophée FUGA (décerné par l'Union des compositeurs belges).